# Werner Mühl
Werner Mühl (* 26. November 1937 in Kandel) ist ein Pfälzer Mundartdichter, der auch als Autor und Heimatforscher tätig ist.

## Literarische Betätigung
Mühl begann in den 1960er Jahren, zunächst Gedichte und später auch Prosa in der Mundart der Südpfalz zu schreiben. Oftmals war er Preisträger bei den Mundartwettstreiten in Bockenheim an der Weinstraße und Dannstadt-Schauernheim. Dort, in den Endrunden des mittlerweile teilnehmerstärksten pfälzischen Dichterwettstreits, erreichte er seine größten Erfolge: zwei Siege und neun Platzierungen zwischen Rang 2 und 4.
Neben seiner Betätigung in der mundartlichen Dichtkunst ist Mühl auch als Heimatforscher und Chronist seiner Heimatstadt Kandel aktiv. Seine Veröffentlichungen sind regelmäßig u. a. in der Tageszeitung Die Rheinpfalz und der Wochenzeitung Der Pilger zu finden, außerdem in Büchern über die Region Pfalz.

## Werke
- Werner Mühl: ’s alde Haus. cjm-Verlag, Speyer 1994.
- Werner Mühl (Text), Herbert Bolender (Fotos): Bienwaldstadt Kandel. Pausch, Kandel 2001.

## Endrunden bei Mundartwettbewerben
- Pfälzischer Mundartdichterwettstreit (nur Kategorie Lyrik)[1]
  - 10. Platz 1963: Schlof ei(n), mei kläänes Maisel
  - 6. Platz 1987: Die nei’ Brill
- Mundartwettbewerb Dannstadter Höhe (Kategorien Lyrik und Prosa)[2][3]
  - 2. Platz 1988, Kategorie Lyrik: ’s alde Haus
  - 1. Platz 1989, Kategorie Lyrik: De Lumbesammler
  - 2. Platz 1990, Kategorie Lyrik: Mei Frailein
  - 2. Platz 1991, Kategorie Prosa: Hauptsach, ’s hot gschmeckt
  - 3. Platz 1997, Kategorie Prosa: Die Gschicht vum Lädderhaiter
  - 1. Platz 1998, Kategorie Prosa: Die Gschicht vum Beerebääm im Parrgaarde
  - 3. Platz 2002, Kategorie Prosa: De Gang zum Keenich
  - 4. Platz 2003, Kategorie Prosa: Wie groß isch en Engel?
  - 2. Platz 2005, Kategorie Prosa: Domols, vor 60 Johr
  - 2. Platz 2006, Kategorie Prosa: War er do – odder war er nit do odder Die Ortschronik
  - 4. Platz 2009, Kategorie Prosa: Pälzisch babble – Pälzisch schreiwe